# MIM-23 Hawk

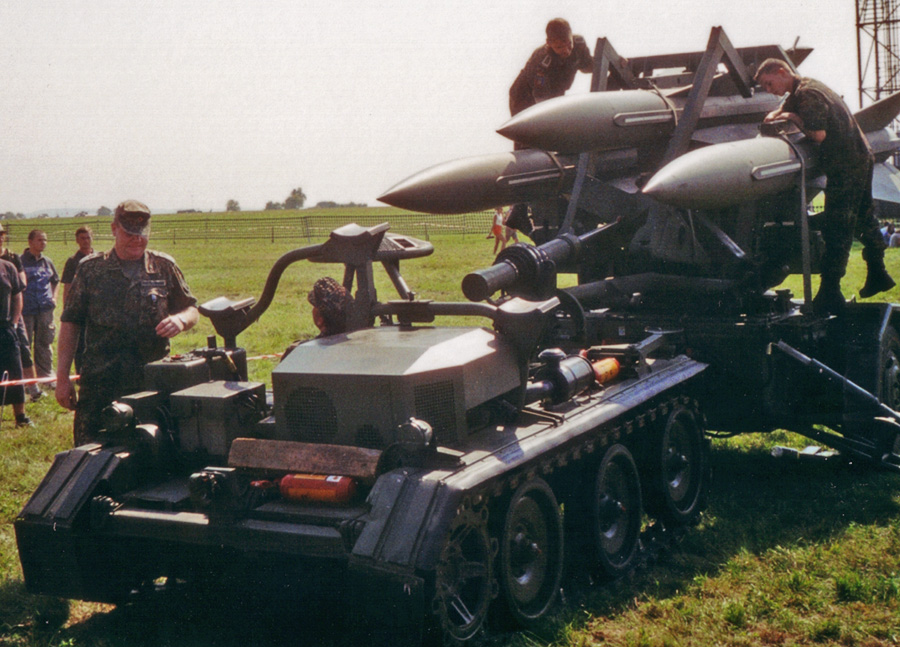
Hệ thống tên lửa phòng không của Không quân Đức.

Raytheon MIM-23 Hawk là tên lửa phòng không tầm trung của Mỹ. Nó được thiết kế để tạo ra một hệ thống phòng không cơ động hơn MIM-14 Nike Hercules, đổi lại nó có tầm bắn thấp hơn và cũng nhỏ hơn tên lửa Hercules. Tính năng thấp của tên lửa Hawk đã được cải thiện nhờ sử dụng radar mới và radar dẫn đường bán chủ động (SARH) bức xạ liên tục. Hawk bắt đầu đưa vào trang bị cho Lục quân Mỹ từ năm 1959.
Năm 1971, nó nằm trong chương trình cải tiến lớn với tên gọi Improved Hawk, hay là I-Hawk, mang đến một vài cải tiến đối với tên lửa và thay thế toàn bộ hệ thống radar bằng mẫu mới. Việc cải tiến diễn ra trong suốt mười hai năm tiếp theo, thêm tính năng đối phó điện tử, và vào năm 1995, tên lửa Hawk được trang bị một đầu đạn mới giúp nó có khả năng đánh chặn tên lửa chiến thuật tầm ngắn. Tạp chí Jane đã công bố khả năng tiêu diệt mục tiêu đối với tên lửa nguyên bản là 0,56; ở phiên bản I-Hawk tỉ lệ này được nâng cao đạt 0,85.
Tên lửa phòng không Hawk được thay thế bở tên lửa phòng không MIM-104 Patriot kể từ năm 1994. Đơn vị cuối cùng vận hành tên lửa Hawk là Thủy quân lục chiến Mỹ, lực lượng này vẫn còn sử dụng tên lửa Hawk cho đến năm 2002 khi nó được thay thế bởi tên lửa phòng không vác vai tầm ngắn FIM-92 Stinger. Tên lửa cũng được sản xuất và trang bị cho lực lượng Mỹ đóng quân tại Tây Âu, Nhật Bản và Iran. Mỹ chưa từng sử dụng tên lửa Hawk trong chiến tranh, nhưng được các quốc gia khác triển khai nhiều lần. Đã có khoảng 40.000 tên lửa được sản xuất.